# Песочник-крошка
Песочник-крошка (лат. Calidris minutilla) — самый маленький из куликов. Название рода происходит от древнегреческого kalidris или skalidris, термина, используемого Аристотелем для описания некоторых околоводных птиц серого цвета. Видовое название minutilla происходит от обозначения «очень маленький» на средневековой латыни.

## Описание
Для этого песочника характерны зеленоватого цвета ноги и короткий, тонкий, темный клюв. Взрослые особи в сезон размножения имеют коричневую спину с темно-коричневыми пестринами и беловатый низ. Для них характерна светлая бровь и тёмная шапочка (или корона). Зимой, песочники-крошки серые сверху. Молодые сверху раскрашены ярко, рыжая окраска центральной части перьев контрастирует с белыми оторочками кроющих мантии, формируя своеобразный рисунок.
Этот вид бывает сложно отличить от других подобных мелких песочников. В частности, песочник-крошка очень похож на своего азиатского аналога, длиннопалого песочника. Он отличается от этого вида в более компактным обликом, более короткой шеей, более короткими пальцами, несколько более тусклыми цветами и более отчётливой полоской на крыле.

## Распространение
Это обычный размножающийся вид субарктики и бореальных районов Северной Америки. Они мигрируют в стаях в южной части Соединенных Штатов, в Мексике, Центральной Америке, странах Карибского бассейна и в северной части Южной Америки. В Западной Европе этот вид встречается в результате лишь очень редких залётов.

### В России
Хотя песочник-крошка обычен на территории Северной Америки, по другую сторону Берингова пролива в северо-восточной Азии он крайне редок. В России были лишь две достоверные встречи этого вида. В 15 июня 1986 года у Колючинской губы на севере Чукотского полуострова (наблюдение Павла Томковича) и 16 мая 2015 года в бухте Провидения там же (наблюдения Максима Антипина).

## Размножение

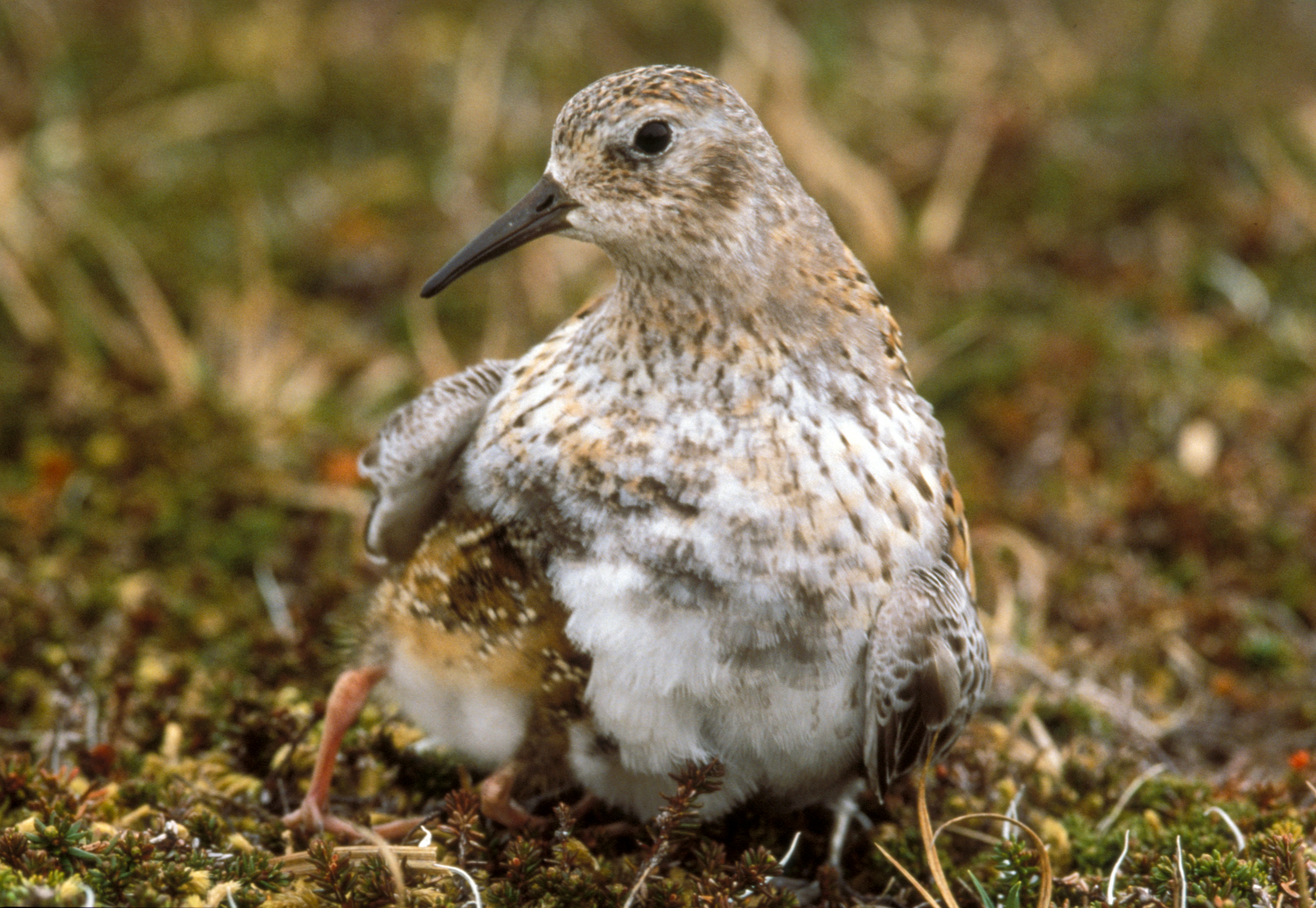
Взрослый с молодым, Аляска, 4.06.2006.

Гнездовой биотоп — это тундра или болота на севере североамериканского континента. Песочники-крошки гнездятся на земле рядом с водой. Самка откладывает четыре яйца в неглубокой ямке, выстланной травой и мхом. Для этого вида характерна моногамия, насиживают кладку также оба родителя. Однако при выводке часто остаётся только один самец, хотя зарегистрированы и случаи сопровождения выводков гнездовой парой. Молодые птицы питаются самостоятельно и встают на крыло через две недели после вылупления.

## Питание
Эти птицы кормятся на илистых площадях, подбирая пищу с помощью зрения и иногда, используя зондирование. В основном, они питаются мелкими ракообразными, насекомыми и улитками.

### Рекомендуемые источники
- Jonsson, Lars & Peter J. Grant 1984. Identification of stints and peeps // British Birds, 77(7): p. 293—315
- An online identification article covering this species and other small calidrids Архивная копия от 13 ноября 2016 на Wayback Machine at surfbirds.com
- Least sandpiper species account Архивная копия от 28 марта 2009 на Wayback Machine — Cornell Lab of Ornithology
- Least sandpiper — Calidris minutilla — USGS Patuxent Bird Identification InfoCenter
- Least sandpiper photos at Oiseaux.net Архивная копия от 22 августа 2016 на Wayback Machine
- Internet Bird Collection. Least sandpiper Архивная копия от 13 июня 2016 на Wayback Machine
- Least sandpiper photo gallery at VIREO (Drexel University) Архивная копия от 18 августа 2016 на Wayback Machine
- Interactive range map of Calidris minutilla at IUCN Red List maps Архивная копия от 17 августа 2016 на Wayback Machine